# Bit-90
Der Bit-90 war ein Heimcomputer, der im Jahr 1984 auf den Markt kam. Hergestellt wurde er von dem taiwanischen Computerspiele- und Konsolen-Hersteller Bit Corporation, der seinen Sitz in Taipeh hatte.

## Technische Daten
Er basierte auf dem 8-bit-Prozessor Zilog Z80A mit 3,58 MHz Taktfrequenz und verfügte über 18 KB RAM, der auf 64 KB erweitert werden konnte. Der ROM war 24 KB groß. Aufgrund des verwendeten Grafikchips TMS9929 konnte er eine Auflösung im Textmodus von 32 × 24 und im Grafikmodus von 256 × 192 Pixeln erreichen und sechzehn Farben sowie 32 Sprites darstellen. Der vom Bit-90 produzierbare Ton – erzeugt durch einen AY-3-8910 – leistete 5 Oktaven, hatte 3 Tonkanäle und verfügte über einen eingebauten Rauschgenerator.
Bei der Tastatur handelt es sich um eine 66-Tasten-Gummitastatur (somit ähnlich wie beim ZX Spectrum), die jedoch hier über abgesetzte Cursor-Tasten verfügte, die etwa zur Spielsteuerung verwendet werden konnten und somit theoretisch den Kauf eines Joysticks unnötig machen konnten. Zudem enthielt sie zehn definierte Benutzerfunktionen und eine spezielle BASIC-SHIFT-Taste, die dazu führte, dass die über einer Taste stehenden BASIC-Befehle direkt eingegeben wurden. In der Grundausstattung stehen zur BASIC-Programmierung rund 16 KB zur Verfügung.
Das Prozessor-Betriebssystem war Bit 90 BASIC V3.1. Dieses verfügte über einen reichhaltigen Befehlssatz, der in Umfang und Programmierkomfort an die Erweiterung Simons’ Basic für den Commodore 64 heranreicht und sehr viel Ähnlichkeit mit dem BASIC des TI-99/4A hat.

## Peripherie
Der Bit-90 hatte die in den 1980er Jahren für Heimcomputer übliche Ausstattung mit Schnittstellen zur Außenwelt. Dazu gehörte:
- einen Erweiterungsport
- ein Kassettenanschluss (2400 Baud)
- einen Audio-Ausgang
- einen RGB-Monitor-Anschluss sowie den ansonsten allgemein üblichen UHF-Port zum Anschluss des Computers an einen normalen Fernseher
- zwei Joystick-Anschlüsse
- optional eine Centronics Drucker-Schnittstelle

Außergewöhnlich war jedoch der vorhandene Modulschacht; mit diesem wollte der Computerspielehersteller, der Bit Corporation in erster Linie war, das Käuferinteresse ankurbeln, da so auf tausende von für die Systeme ColecoVision und Atari 2600 vorhandene Spiele zurückgegriffen werden konnte.

## Verkaufspreis
Im Frühjahr 1985 wurde der Bit-90 in Westdeutschland zu einem Preis von 598 DM angeboten.

## Kompatibilität
Der Bit-90 war aufgrund vieler hardwareseitiger Ähnlichkeiten kompatibel zu der ColecoVision aus dem Jahr 1982 und, mit einem Adapter, auch zu dem Atari 2600 aus dem Jahr 1977.

## Magazine
Da der Bit-90 ein Homecomputer war, der keine besondere Verbreitung erfahren hat, gab es auch nicht viele Computerzeitschriften, die sich diesem Computer ausführlicher gewidmet haben. Im deutschsprachigen Raum veröffentlichte lediglich die Homecomputer einige Listings.

### Rezeption
Der Bit-90 wurde in der Septemberausgabe 1984 des Magazins Homecomputer vorgestellt. Als Fazit wurde gesagt: "Mit dem BIT-90 ist man durchaus gut beraten, wenn man ein leichtes, flexibles und bequem zu handhabendes Gerät sucht."

## Emulation
Der Bit-90 wird seit der Version 0.216 (November 2019) von MAME nachgebildet.